# Vòng loại Giải vô địch bóng đá U-17 châu Á 2006
 Vòng loại Giải vô địch bóng đá U-17 châu Á 2006 diễn ra năm 2005

## Tây Á (Vùng 1)

### Bảng A
| Đội       | Trận | Thắng | Hòa | Thua | Bàn thắng | Bàn thua | Hiệu Số | Điểm |
| --------- | ---- | ----- | --- | ---- | --------- | -------- | ------- | ---- |
| Iraq      | 2    | 2     | 0   | 0    | 4         | 0        | 4       | 6    |
| Jordan    | 2    | 1     | 0   | 1    | 2         | 1        | 1       | 3    |
| Palestine | 2    | 0     | 0   | 2    | 0         | 5        | -5      | 0    |

| 13 tháng 12 năm 2005 | Iraq      | 3 - 0 | Palestine | Amman, Jordan |
| 15 tháng 12 năm 2005 | Palestine | 0 - 2 | Jordan    | Amman, Jordan |
| 17 tháng 12 năm 2005 | Jordan    | 0 - 1 | Iraq      | Amman, Jordan |

### Bảng B
| Đội     | Trận | Thắng | Hòa | Thua | Bàn thắng | Bàn thua | Hiệu Số | Điểm |
| ------- | ---- | ----- | --- | ---- | --------- | -------- | ------- | ---- |
| Yemen   | 2    | 2     | 0   | 0    | 6         | 3        | 3       | 6    |
| Qatar   | 2    | 1     | 0   | 1    | 2         | 3        | -1      | 3    |
| Bahrain | 2    | 0     | 0   | 2    | 4         | 6        | -2      | 0    |

| 13 tháng 11 năm 2005 | Qatar   | 0 - 2 | Yemen   | Doha, Qatar |
| 15 tháng 11 năm 2005 | Yemen   | 4 - 3 | Bahrain | Doha, Qatar |
| 17 tháng 11 năm 2005 | Bahrain | 1 - 2 | Qatar   | Doha, Qatar |

### Bảng C
| Đội         | Trận | Thắng | Hòa | Thua | Bàn thắng | Bàn thua | Hiệu Số | Điểm |
| ----------- | ---- | ----- | --- | ---- | --------- | -------- | ------- | ---- |
| Ả Rập Xê Út | 2    | 2     | 0   | 0    | 8         | 1        | 7       | 6    |
| Oman        | 2    | 1     | 0   | 1    | 5         | 5        | 0       | 3    |
| Liban       | 2    | 0     | 0   | 2    | 2         | 9        | -7      | 0    |

| 13 tháng 11 năm 2005 | Oman        | 5 - 1 | Liban       | Muscat, Oman |
| 15 tháng 11 năm 2005 | Liban       | 1 - 4 | Ả Rập Xê Út | Muscat, Oman |
| 17 tháng 11 năm 2005 | Ả Rập Xê Út | 4 - 0 | Oman        | Muscat, Oman |

### Bảng D
| Đội    | Trận | Thắng | Hòa | Thua | Bàn thắng | Bàn thua | Hiệu Số | Điểm |
| ------ | ---- | ----- | --- | ---- | --------- | -------- | ------- | ---- |
| Syria  | 2    | 1     | 1   | 0    | 2         | 0        | 2       | 4    |
| UAE    | 2    | 1     | 0   | 1    | 2         | 2        | 0       | 3    |
| Kuwait | 2    | 0     | 1   | 1    | 0         | 2        | -2      | 1    |

| 13 tháng 11 năm 2005 | Kuwait | 0 - 0 | Syria  | Aleppo, Syria |
| 15 tháng 11 năm 2005 | Syria  | 2 - 0 | UAE    | Aleppo, Syria |
| 17 tháng 11 năm 2005 | UAE    | 2 - 0 | Kuwait | Aleppo, Syria |

## Trung và Nam Á (Vùng 2)

### Bảng E
| Đội        | Trận | Thắng | Hòa | Thua | Bàn thắng | Bàn thua | Hiệu Số | Điểm |
| ---------- | ---- | ----- | --- | ---- | --------- | -------- | ------- | ---- |
| Bangladesh | 2    | 1     | 0   | 1    | 3         | 1        | 2       | 3    |
| Sri Lanka  | 2    | 1     | 0   | 1    | 1         | 3        | -2      | 3    |
| Bhutan     | 0    | 0     | 0   | 0    | 0         | 0        | 0       | 0    |

| 21 tháng 11,2005 | Bangladesh | 3 - 0 | Sri Lanka  | Dhaka, Bangladesh  |
| 25 tháng 11,2005 | Sri Lanka  | 1 - 0 | Bangladesh | Colombo, Sri Lanka |

### Bảng F
| Đội        | Trận | Thắng | Hòa | Thua | Bàn thắng | Bàn thua | Hiệu Số | Điểm |
| ---------- | ---- | ----- | --- | ---- | --------- | -------- | ------- | ---- |
| Nepal      | 2    | 2     | 0   | 0    | 4         | 1        | 3       | 6    |
| Uzbekistan | 2    | 1     | 0   | 1    | 2         | 2        | 0       | 3    |
| Kyrgyzstan | 2    | 0     | 0   | 2    | 1         | 4        | -3      | 0    |

| 13 tháng 11,2005 | Uzbekistan | 2 - 0 | Kyrgyzstan | Kathmandu, Nepal |
| 15 tháng 11,2005 | Kyrgyzstan | 1 - 2 | Nepal      | Kathmandu, Nepal |
| 17 tháng 11,2005 | Nepal      | 2 - 0 | Uzbekistan | Kathmandu, Nepal |

### Bảng G
| Đội        | Trận | Thắng | Hòa | Thua | Bàn thắng | Bàn thua | Hiệu Số | Điểm |
| ---------- | ---- | ----- | --- | ---- | --------- | -------- | ------- | ---- |
| Tajikistan | 2    | 2     | 0   | 0    | 4         | 2        | 2       | 6    |
| Ấn Độ      | 2    | 1     | 0   | 1    | 11        | 3        | 8       | 3    |
| Pakistan   | 2    | 0     | 0   | 2    | 0         | 10       | -10     | 0    |

| 13 tháng 11,2005 | Ấn Độ      | 9 - 0 | Pakistan   | New Delhi, Ấn Độ |
| 15 tháng 11,2005 | Pakistan   | 0 - 1 | Tajikistan | New Delhi, Ấn Độ |
| 17 tháng 11,2005 | Tajikistan | 3 - 2 | Ấn Độ      | New Delhi, Ấn Độ |

### Bảng H
| Đội          | Trận | Thắng | Hòa | Thua | Bàn thắng | Bàn thua | Hiệu Số | Điểm |
| ------------ | ---- | ----- | --- | ---- | --------- | -------- | ------- | ---- |
| Iran         | 2    | 2     | 0   | 0    | 10        | 2        | 8       | 6    |
| Turkmenistan | 2    | 0     | 0   | 2    | 2         | 10       | -8      | 0    |
| Afghanistan  | 0    | 0     | 0   | 0    | 0         | 0        | 0       | 0    |

| 13 tháng 11,2005 | Iran         | 5 - 0 | Turkmenistan | Karaj, Iran            |
| 17 tháng 11,2005 | Turkmenistan | 2 - 5 | Iran         | Ashgabat, Turkmenistan |

## Đông Nam Á (Vùng 3)

### Bảng I
| Đội       | Trận | Thắng | Hòa | Thua | Bàn thắng | Bàn thua | Hiệu Số | Điểm |
| --------- | ---- | ----- | --- | ---- | --------- | -------- | ------- | ---- |
| Lào       | 2    | 1     | 1   | 0    | 5         | 0        | 5       | 4    |
| Úc        | 2    | 1     | 1   | 0    | 3         | 1        | 2       | 4    |
| Indonesia | 2    | 0     | 0   | 2    | 1         | 8        | -7      | 0    |

| 7 tháng 2,2005  | Lào       | 0 - 0 | Úc        | Viêng Chăn, Lào |
| 9 tháng 2,2005  | Úc        | 3 - 1 | Indonesia | Viêng Chăn, Lào |
| 11 tháng 2,2005 | Indonesia | 0 - 5 | Lào       | Viêng Chăn, Lào |

 Singapore được chọn làm chủ nhà.

 Lào bị loại do trong đội hình U-13 có cầu thủ quá tuổi tham gia mở ra cơ hội cho  Qatar nhưng sau đó họ không được chọn.

### Bảng J
| Đội      | Trận | Thắng | Hòa | Thua | Bàn thắng | Bàn thua | Hiệu Số | Điểm |
| -------- | ---- | ----- | --- | ---- | --------- | -------- | ------- | ---- |
| Myanmar  | 2    | 1     | 1   | 0    | 13        | 1        | 12      | 4    |
| Thái Lan | 2    | 1     | 1   | 0    | 11        | 1        | 10      | 4    |
| Maldives | 2    | 0     | 0   | 2    | 0         | 22       | -22     | 0    |

| 13 tháng 11,2005 | Thái Lan | 10 - 0 | Maldives | Băng Cốc, Thái Lan |
| 15 tháng 11,2005 | Maldives | 0 - 12 | Myanmar  | Băng Cốc, Thái Lan |
| 17 tháng 11,2005 | Myanmar  | 1 - 1  | Thái Lan | Băng Cốc, Thái Lan |

### Bảng K
| Đội        | Trận | Thắng | Hòa | Thua | Bàn thắng | Bàn thua | Hiệu Số | Điểm |
| ---------- | ---- | ----- | --- | ---- | --------- | -------- | ------- | ---- |
| Việt Nam   | 2    | 2     | 0   | 0    | 2         | 0        | 2       | 6    |
| Malaysia   | 2    | 0     | 0   | 2    | 0         | 2        | -2      | 0    |
| Đông Timor | 0    | 0     | 0   | 0    | 0         | 0        | 0       | 0    |

| 13 tháng 11,2005 | Malaysia | 0 - 1 | Việt Nam | Kuala Lumpur, Malaysia |
| 17 tháng 11,2005 | Việt Nam | 1 - 0 | Malaysia | Hà Nội, Việt Nam       |

## Đông Á (Vùng 4)

### Bảng L
| Đội      | Trận | Thắng | Hòa | Thua | Bàn thắng | Bàn thua | Hiệu Số | Điểm |
| -------- | ---- | ----- | --- | ---- | --------- | -------- | ------- | ---- |
| Nhật Bản | 2    | 1     | 1   | 0    | 27        | 1        | 26      | 4    |
| Hàn Quốc | 2    | 1     | 1   | 0    | 15        | 1        | 14      | 4    |
| Ma Cao   | 2    | 0     | 0   | 2    | 0         | 40       | -40     | 0    |

| 13 tháng 11,2005 | Hàn Quốc | 14 - 0 | Ma Cao   | Paju, Hàn Quốc |
| 15 tháng 11,2005 | Ma Cao   | 0 - 26 | Nhật Bản | Paju, Hàn Quốc |
| 17 tháng 11,2005 | Nhật Bản | 1 - 1  | Hàn Quốc | Paju, Hàn Quốc |

### Bảng M
| Đội        | Trận | Thắng | Hòa | Thua | Bàn thắng | Bàn thua | Hiệu Số | Điểm |
| ---------- | ---- | ----- | --- | ---- | --------- | -------- | ------- | ---- |
| Trung Quốc | 2    | 2     | 0   | 0    | 20        | 0        | 20      | 6    |
| Đài Loan   | 2    | 1     | 0   | 1    | 2         | 10       | -8      | 3    |
| Mông Cổ    | 2    | 0     | 0   | 2    | 1         | 13       | -12     | 0    |

| 13 tháng 11,2005 | Trung Quốc        | 11 - 0 | Mông Cổ           | Duy Phường,Trung Quốc |
| 15 tháng 11,2005 | Mông Cổ           | 1 - 2  | Đài Bắc Trung Hoa | Duy Phường,Trung Quốc |
| 17 tháng 11,2005 | Đài Bắc Trung Hoa | 0 - 9  | Trung Quốc        | Duy Phường,Trung Quốc |

### Bảng N
| Đội               | Trận | Thắng | Hòa | Thua | Bàn thắng | Bàn thua | Hiệu Số | Điểm |
| ----------------- | ---- | ----- | --- | ---- | --------- | -------- | ------- | ---- |
| CHDCND Triều Tiên | 2    | 2     | 0   | 0    | 21        | 2        | 19      | 6    |
| Hồng Kông         | 2    | 0     | 1   | 1    | 2         | 6        | -4      | 1    |
| Guam              | 2    | 0     | 1   | 1    | 4         | 19       | -15     | 1    |

| 14 tháng 11,2005 | CHDCND Triều Tiên | 17 - 2 | Guam              | Bình Nhưỡng, Cộng hòa Dân chủ Nhân dân Triều Tiên |
| 16 tháng 11,2005 | Guam              | 2 - 2  | Hồng Kông         | Bình Nhưỡng, Cộng hòa Dân chủ Nhân dân Triều Tiên |
| 18 tháng 11,2005 | Hồng Kông         | 0 - 4  | CHDCND Triều Tiên | Bình Nhưỡng, Cộng hòa Dân chủ Nhân dân Triều Tiên |

## Trận tranh vé vớt
Trận tranh chiếc vé cuối cùng để tham gia vòng chung kết diễn ra giữa một đội nhì bảng tốt nhất vùng Đông Nam Á và dội nhì bảng tốt nhất vùng Đông Á
| 15 tháng 2 năm 2006 | Thái Lan | 0 - 1 | Hàn Quốc | Kuala Lumpur, Malaysia |